# Дабс, Ромео
Ромео Иззай Дабс (англ. Romeo Izziyh Doubs; 13 апреля 2000, Лос-Анджелес, Калифорния) — профессиональный американский футболист, принимающий клуба НФЛ «Грин-Бэй Пэкерс». На студенческом уровне выступал за команду Невадского университета. На драфте НФЛ 2022 года был выбран в четвёртом раунде.

## Биография
Ромео Дабс родился 13 апреля 2000 года в Лос-Анджелесе. Один из четырёх детей в семье Джермейна Дабса и Накимы Уитли. Учился в старшей школе имени Томаса Джефферсона. Занимался лёгкой атлетикой, играл в составе её футбольной команды. Трижды становился чемпионом школьной лиги. Два раза включался в состав сборной звёзд города. После окончания школы поступил в Невадский университет в Рино.

### Любительская карьера
В футбольном турнире NCAA Дабс дебютировал в сезоне 2018 года. В первом же своём розыгрыше в матче с Портленд Стейт он занёс 80-ярдовый тачдаун на возврате панта. По ходу сезона сыграл в 13 матчах, в том числе в девяти в стартовом составе. В 2019 году он провёл 11 матчей, став вторым в команде с 649 ярдами на приёме. По итогам сезона ему была вручена награда «Золотой шлем» самому ценному игроку «Невады».
По ходу сезона 2020 года Дабс принял участие в девяти играх. Набранные им 1002 ярда стали лучшим результатом не только в команде, но и в конференции Горный Запад. По итогам года он вошёл в состав сборной звёзд конференции и претендовал на награду Билетникоффа лучшему принимающему студенческого футбола. В последнем сезоне своей карьеры в колледже Дабс набрал 1109 ярдов в 11 матчах. В игре с командой Техасского университета в Эль-Пасо он повторил рекорд университета, сделав 19 приёмов. В декабре 2021 года объявил о намерении выйти на драфт НФЛ. В начале 2022 года был приглашён на матч всех звёзд выпускников колледжей.

#### Статистика выступлений в NCAA
| Сезон | Команда        | Игры | Приём | Приём | Приём | Приём | Вынос | Вынос | Вынос | Вынос |
| Сезон | Команда        | Игры | Rec   | Yds   | Y/A   | TD    | Att   | Yds   | Y/A   | TD    |
| ----- | -------------- | ---- | ----- | ----- | ----- | ----- | ----- | ----- | ----- | ----- |
| 2018  | Невада Вулфпэк | 13   | 43    | 562   | 13,1  | 2     | 0     | 0     | 0,0   | 0     |
| 2019  | Невада Вулфпэк | 11   | 44    | 649   | 14,8  | 4     | 1     | -1    | -1,0  | 0     |
| 2020  | Невада Вулфпэк | 9    | 58    | 1002  | 17,3  | 9     | 1     | -4    | -4,0  | 0     |
| 2021  | Невада Вулфпэк | 11   | 80    | 1109  | 13,9  | 11    | 1     | 4     | 4,0   | 0     |
| Всего | Всего          | 44   | 225   | 3322  | 14,8  | 26    | 3     | -1    | -0,3  | 0     |

### Профессиональная карьера
Перед драфтом НФЛ 2022 года аналитик издания Bleacher Report Нейт Тайс преимуществами Дабса называл возможность играть на различных позициях, его антропометрические данные, скорость, чувство пространства при работе против зонного прикрытия, умение подстраиваться под передачи и опыт игры возвращающим. Среди минусов игрока он указывал проблемы с ловлей мяча в борьбе с соперником и ограниченное дерево маршрутов. Тайс прогнозировал Дабсу роль второго или третьего принимающего в клубе НФЛ, который будет особенно полезен вблизи зачётной зоны оппонентов.
На драфте Дабс был выбран «Грин-Бэй Пэкерс» в четвёртом раунде под общим 132 номером. В мае 2022 года он подписал с клубом четырёхлетний контракт. В своём дебютном сезоне в НФЛ он принял участие в 13 играх, пропустив остальные из-за травмы. Несмотря на это, он получил больше игрового времени, чем любой другой новичок нападения команды. Дабс сделал 42 приёма на 425 ярдов с тремя тачдаунами и занял 16 место среди ресиверов-новичков лиги по оценкам издания Pro Football Focus. В 2023 году он закрепился в основном составе команды, сыграв во всех 17 матчах регулярного чемпионата. Квотербек Джордан Лав пасовал на него чаще, чем на любого другого ресивера «Пэкерс». Особенно эффективен он был на третьих даунах и в ред-зон соперника.

#### Статистика выступлений в НФЛ

##### Регулярный чемпионат
| Сезон | Команда         | Игры | Приём | Приём | Приём | Приём | Вынос | Вынос | Вынос | Вынос |
| Сезон | Команда         | Игры | Rec   | Yds   | Y/A   | TD    | Att   | Yds   | Y/A   | TD    |
| ----- | --------------- | ---- | ----- | ----- | ----- | ----- | ----- | ----- | ----- | ----- |
| 2022  | Грин-Бэй Пэкерс | 13   | 42    | 425   | 10,1  | 3     | 1     | 11    | 11,0  | 0     |
| 2023  | Грин-Бэй Пэкерс | 17   | 59    | 674   | 11,4  | 8     | 0     | 0     | 0,0   | 0     |
| Всего | Всего           | 30   | 101   | 1099  | 10,9  | 11    | 1     | 11    | 11,0  | 0     |

| Сезон | Команда         | Игры | Приём | Приём | Приём | Приём | Вынос | Вынос | Вынос | Вынос |
| Сезон | Команда         | Игры | Rec   | Yds   | Y/A   | TD    | Att   | Yds   | Y/A   | TD    |
| ----- | --------------- | ---- | ----- | ----- | ----- | ----- | ----- | ----- | ----- | ----- |
| 2023  | Грин-Бэй Пэкерс | 2    | 10    | 234   | 23,4  | 1     | 0     | 0     | 0,0   | 0     |
| Всего | Всего           | 2    | 10    | 234   | 23,4  | 1     | 0     | 0     | 0,0   | 0     |